# Повазький Іновець
Повазький Іновець (словац. Považský Inovec) — гірський масив у західній Словаччині в басейні річки Ваг, частина Фатрансько-Татранської області. Найвища точка — гора Іновець, 1042 метри. Рослинність — переважно дубово-грабові ліси.

## Пам'ятки
- Курорт П'єштяни
- Романська ротонда святого Георгія у Нитр'янській Блатниці
- Замки Тренч'янський Град, Глоговецький
- Руїни замків Тематин, Топольчани, Бецков
- Гірськолижний центр Безовец
- Печера Чортова Пец, де були знайдені сліди першого перебування людини на території Словаччини.

Протікають
- Губінський потік[1]
- Митицький потік[2]
- Новогорський потік[3]
- Свінянський потік[4]
- Стрєборниця[5]
- Хотинка[6]
- Ястрабський потік[7].